# IC 4452
IC 4452 је спирална галаксија у сазвјежђу Волар која се налази на листи објеката дубоког неба у Индекс каталогу.
Деклинација објекта је + 27° 25' 38" а ректасцензија 14h 32m 27,4s. Привидна величина (магнитуда) објекта IC 4452 износи 14,1 а фотографска магнитуда 15,0. IC 4452 је још познат и под ознакама CGCG 163-76, KARA 633, PGC 51951.